# Bản dạng giới
Bản dạng giới (tiếng Anh: gender identity), hay còn được gọi là nhân dạng giới là sự nhận thức của một người về giới tính của bản thân họ. Bản dạng giới của một người có thể đồng nhất hoặc không đồng nhất với giới tính sinh học của họ. Những người chuyển giới là người có bản dạng giới không giống với giới tính sinh học, họ được coi là mắc chứng bệnh tâm thần có tên là bức bối giới (trước đây có tên là rối loạn định dạng giới).
Thể hiện giới thường phản ánh bản dạng giới của một người, nhưng điều này không phải lúc nào cũng chính xác. Một người có thể có những hành vi, thái độ và ngoại hình đồng nhất với một chuẩn mực giới cụ thể, nhưng cách thể hiện ấy không nhất thiết phải phản ánh chính xác bản dạng giới của họ. Bản dạng giới của một người có thể là hợp giới, hay thuộc vào nhóm phi nhị nguyên giới, trong đó bao gồm các nhãn giới khác như vô giới, linh hoạt giới, androgyne, hay song giới, bán giới,...
Thuật ngữ "Bản dạng giới" được đặt ra vào năm 1964 bởi Robert J. Stoller.
Trong hầu hết mọi xã hội đều tồn tại sự phân chia các thuộc tính về giới được chỉ định cho nam và nữ. Hệ nhị phân giới được hầu hết mọi người tuân theo và bao gồm những kì vọng về tính nam cũng như tính nữ trong mọi mặt của giới tính và giới: giới tính sinh học, bản dạng giới, và thể hiện giới. Một số người không nhận dạng bản thân theo một vài, hoặc mọi mặt của giới mà họ được chỉ định theo giới tính sinh học; một trong số những người này là người chuyển giới, phi nhị nguyên giới. Một số xã hội có công nhận sự tồn tại của một hay nhiều giới khác ngoài hợp giới.
Khái niệm bản dạng giới và xu hướng tính dục là khác nhau. Chẳng hạn, khi một người có giới tính khi sinh ra là nam, tự xác định giới (bản dạng giới) của mình là nữ và người này có sự hấp dẫn tình dục và/hoặc tình yêu với người nam thì người đó không phải là người đồng tính luyến ái (đây là một người chuyển giới nữ dị tính). Ngược lại, một người là người đồng tính nam thì họ vẫn nhìn nhận bản thân mình là nam (trùng với giới tính lúc sinh ra của họ), chứ không nhìn nhận giới của bản thân là nữ và họ vẫn có sự hấp dẫn tình dục và/hoặc tình cảm với những người nam một cách lâu dài.
Bản dạng giới thường được định hình ở độ tuổi thứ ba. Sau độ tuổi ấy, ta khó có thể thay đổi được bản dạng giới của một người